# Starrtjärnen (Stensele socken, Lappland)
Starrtjärnen är en sjö i Storumans kommun i Lappland och ingår i Umeälvens huvudavrinningsområde. Sjön har en area på 0,204 kvadratkilometer och ligger 520,4 meter över havet. Sjön avvattnas av vattendraget Krokbäcken.

## Delavrinningsområde
Starrtjärnen ingår i det delavrinningsområde (725980-153754) som SMHI kallar för Utloppet av Starrtjärnen. Medelhöjden är 523 meter över havet och ytan är 0,54 kvadratkilometer. Räknas de 9 avrinningsområdena uppströms in blir den ackumulerade arean 39,56 kvadratkilometer. Krokbäcken som avvattnar avrinningsområdet har biflödesordning 3, vilket innebär att vattnet flödar genom totalt 3 vattendrag innan det når havet efter 319 kilometer. Avrinningsområdet består mestadels av skog (62 procent). Avrinningsområdet har 0,2 kvadratkilometer vattenytor vilket ger det en sjöprocent på 38,2 procent.